# Stazione di Milano Bovisa (FS)
La stazione di Milano Bovisa era una fermata ferroviaria di Milano.

## Storia
La stazione fu inaugurata prima del 1935, anno in cui cambiò nome da Bovisa a Milano Bovisa.
Gli ultimi servizi cessarono con il cambio orario del 1º giugno 1997, e la stazione venne dismessa nell'inverno dello stesso anno; il fabbricato viaggiatori fu abbattuto nei primi mesi del 1998 perché interferiva con la rampa di accesso al passante ferroviario.
La stazione fu sostituita dalla stazione di Milano Villapizzone (inaugurata nel 2002), posta alcune centinaia di metri più ad ovest.